# Артеміса
Артемі́са (ісп. Artemisa, МФА: [aɾteˈmisa]) — місто та муніципалітет на Кубі, Артеміська провінція. Адміністративний центр провінції. Розташоване на південному заході провінції, залізнична станція на залізниці Гавана — Пінар-дель-Ріо.
Населення міста становить 44 800 осіб (2008; 33 907 в 1981, 43 427 — у 2002).

## Спорт
Є волейбольний клуб